# Memecylon wallichii
Memecylon wallichii är en tvåhjärtbladig växtart som beskrevs av Henry Nicholas Ridley. Memecylon wallichii ingår i släktet Memecylon och familjen Melastomataceae. IUCN kategoriserar arten globalt som sårbar. Inga underarter finns listade i Catalogue of Life.